# Scuola greco ortodossa di Fener
La Scuola greco ortodossa di Fener, conosciuta in greco come la Grande Scuola della Nazione (in greco Μεγάλη του Γένους Σχολή?, Megáli toú Genous Scholí), è la più antica e prestigiosa scuola greco-ortodossa di Istanbul, in Turchia.

## Storia
Fu fondata nel 1454 dal patriarca ecumenico Gennadio II che ne nominò anche il primo direttore: Matthaios Kamariotis. Divenne presto la scuola delle più importanti delle famiglie greche e di quelle cristiano ortodosse, nonché di molti ministri ottomani e principi valacchi e moldavi, come Dimitrie Cantemir.
L'attuale edificio scolastico si trova nei pressi della Chiesa di San Giorgio nel quartiere di Fener, sede del Patriarcato ecumenico di Costantinopoli. La gente del quartiere chiama l'edificio Il castello rosso e La scuola rossa.
Progettato dall'architetto greco Constantino Dimadis, l'edificio fu costruito tra il 1881 e il 1883 utilizzando diversi stili di costruzione e costò 17.210 Lire ottomane, una somma enorme per quel periodo. Il denaro fu prestato da Giorgio Zariphis, un importante banchiere e finanziere greco appartenente alla comunità rum di Istanbul.
Nonostante la sua funzione di scuola, l'edificio è spesso definito "il quinto castello più grande d'Europa" a causa della sua forma simile a un castello. La grande cupola in cima all'edificio è usata come osservatorio per i corsi di astronomia e ha al suo interno un grande telescopio antico. Oggi (2024) la scuola, che è la "seconda più grande" dopo lo Zografeion Lyceum, ha tre insegnanti turchi e quattordici insegnanti greci. La scuola insegna tutte le materie richieste dal ministero dell'istruzione turco aggiungendo anche lingua greca, letteratura greca e religione.

## Galleria d'immagini

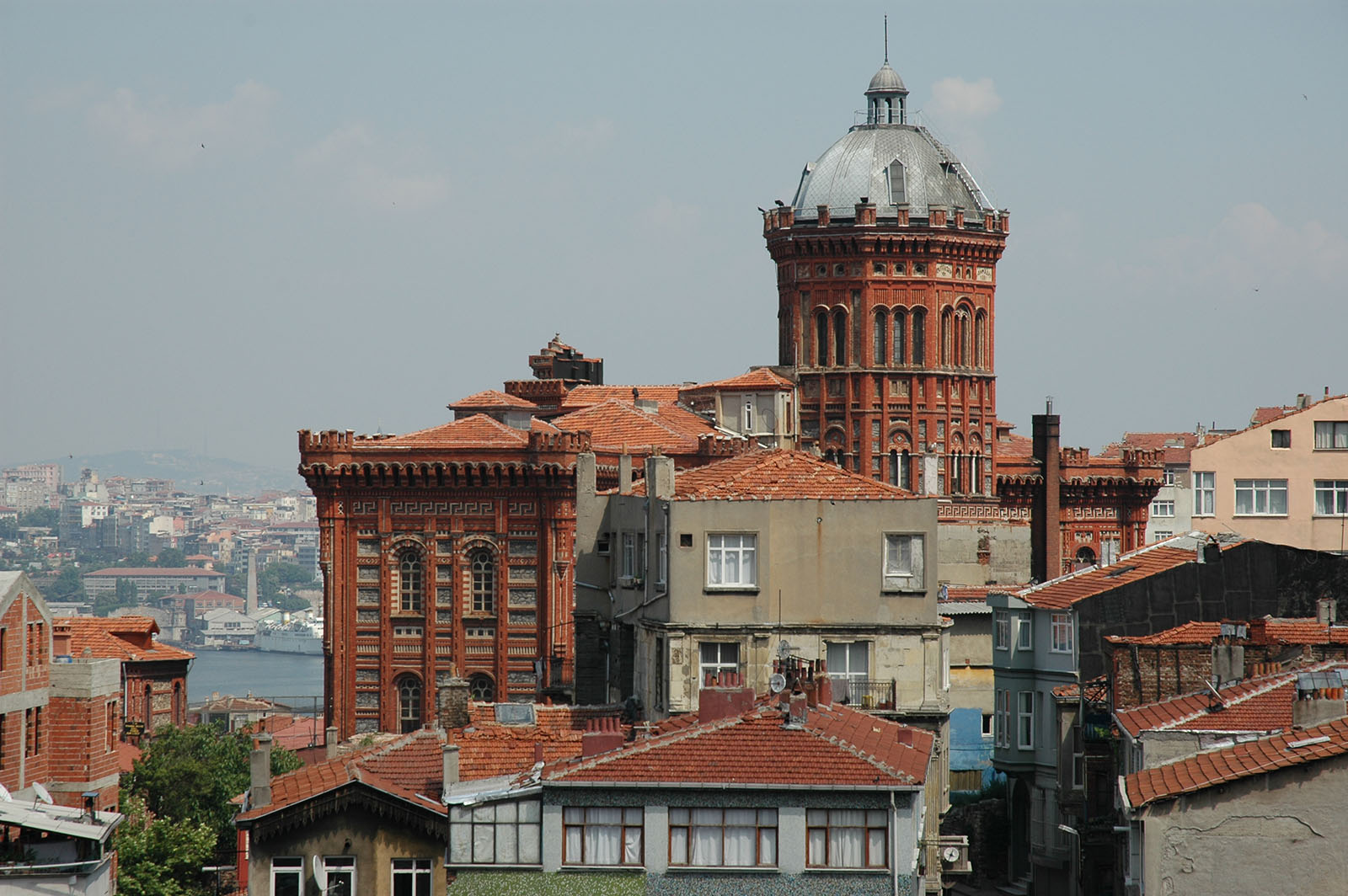
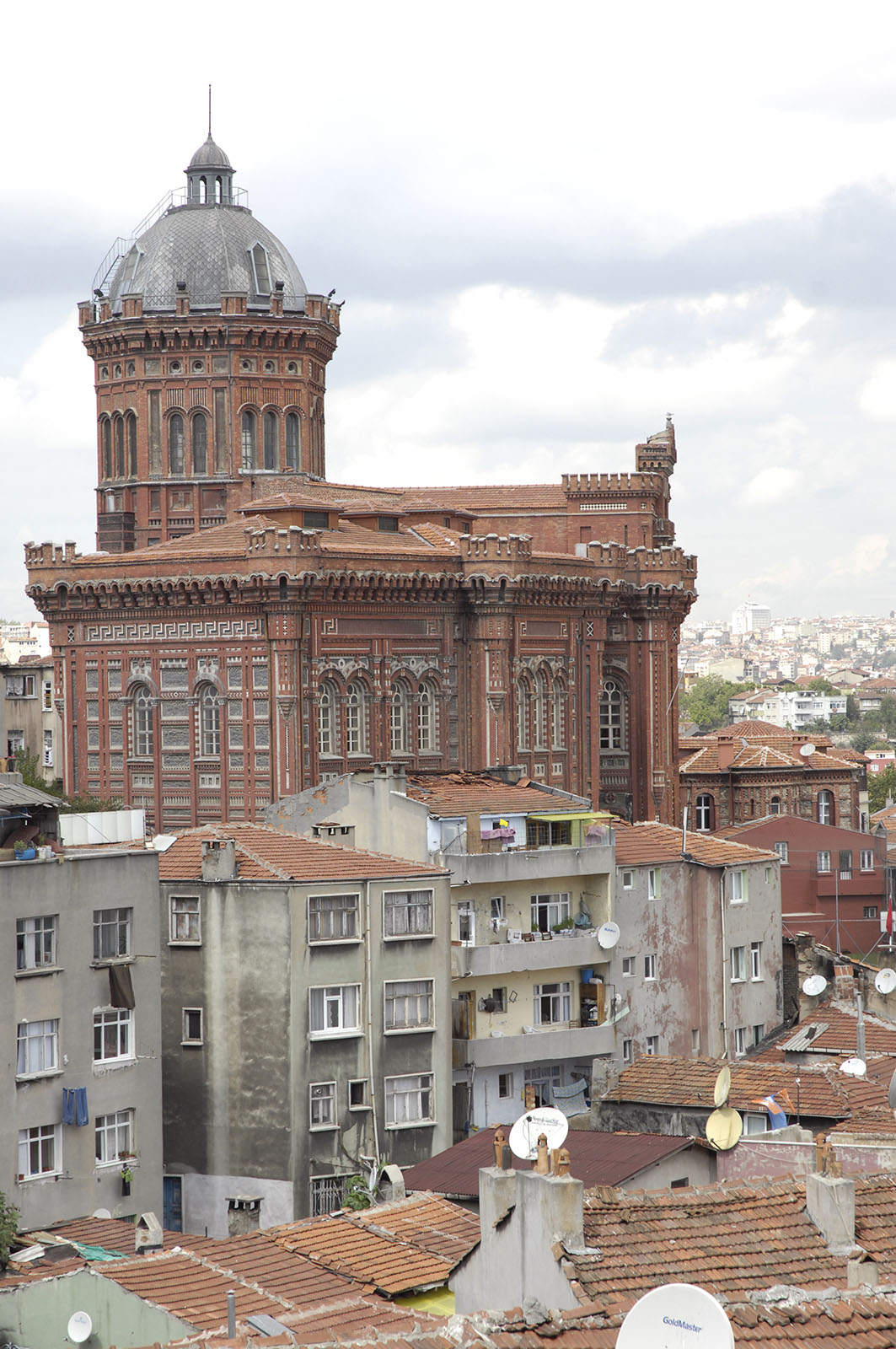
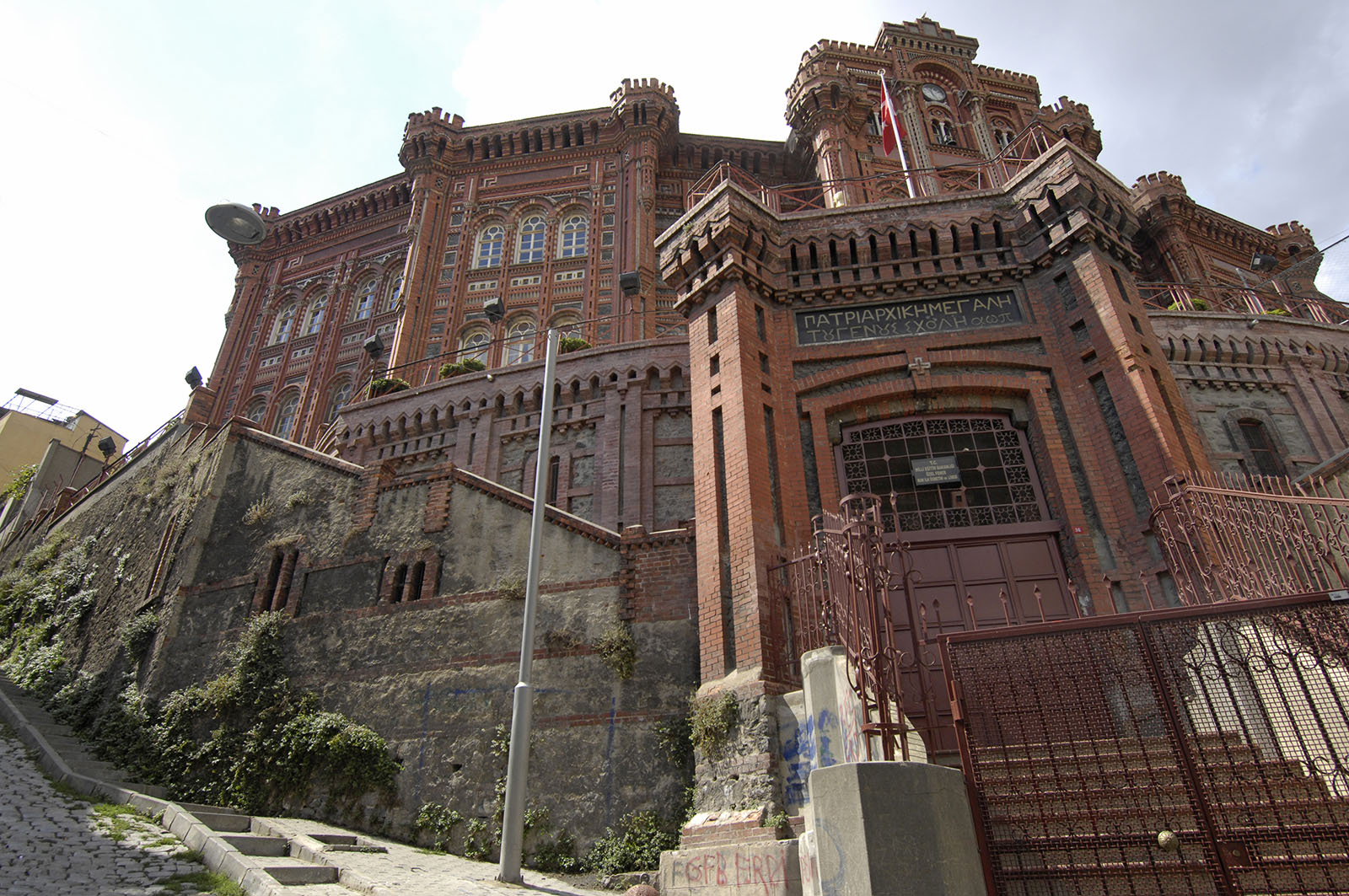
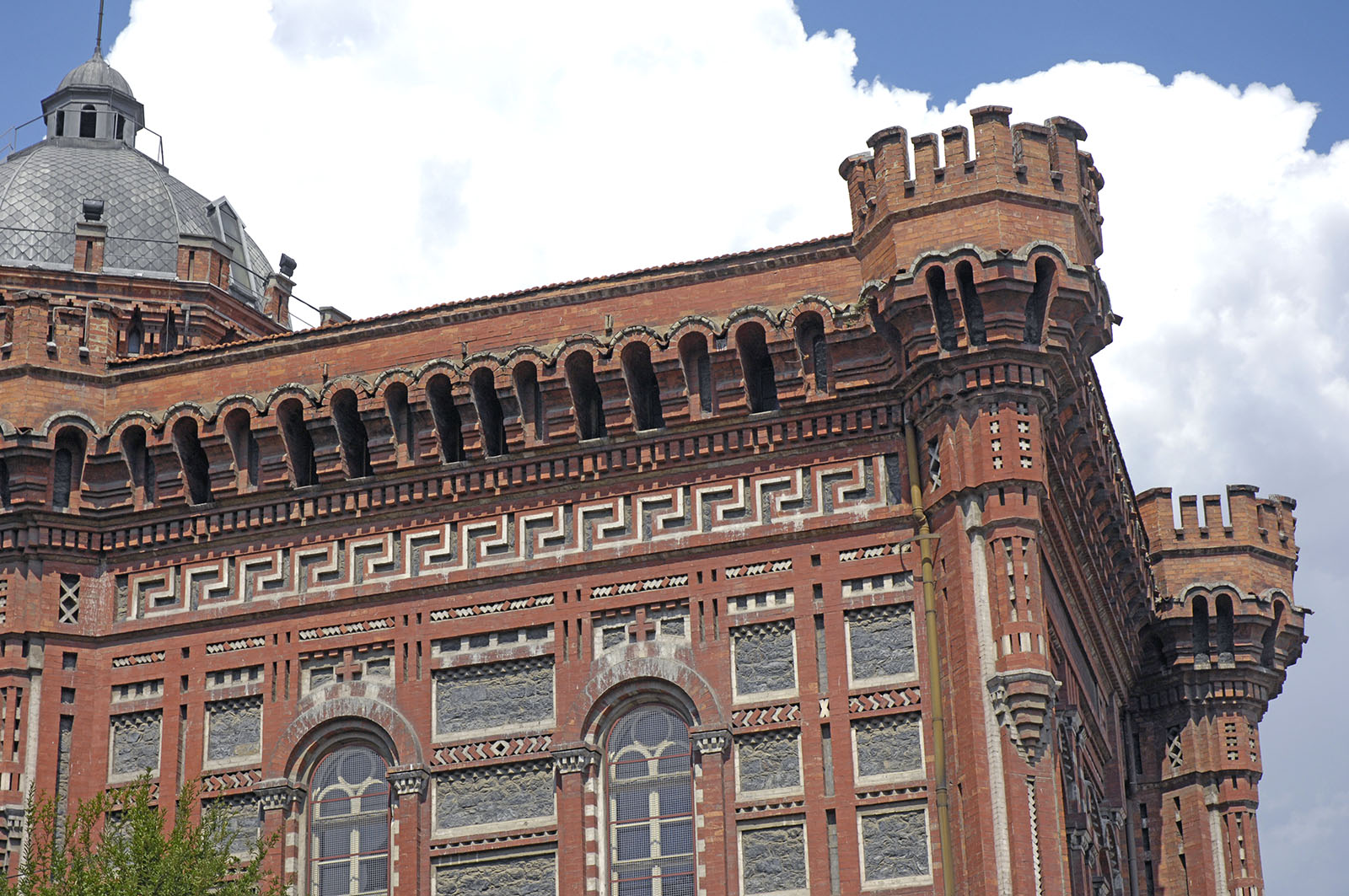
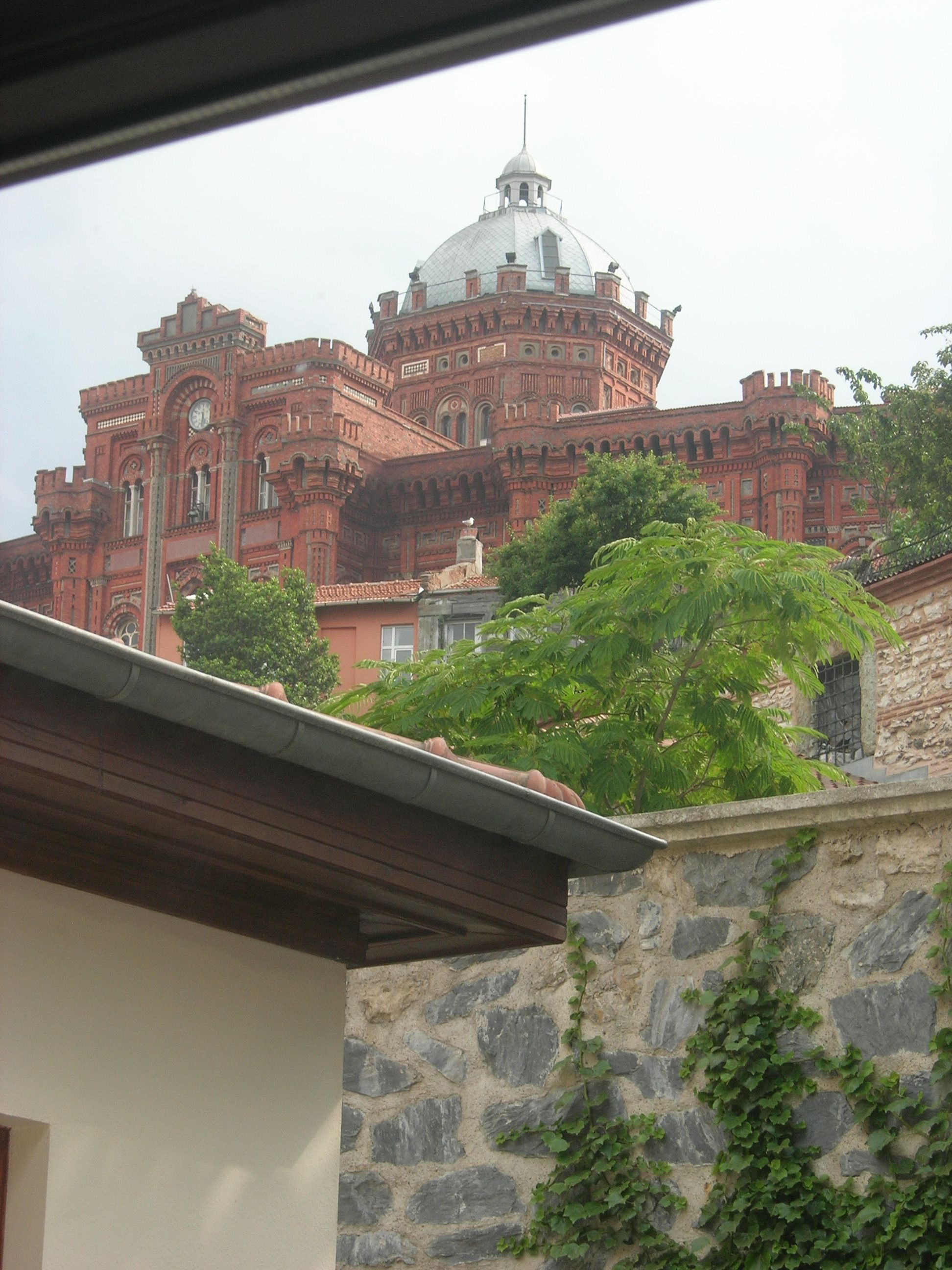